# Heures Pabenham-Clifford
Les Heures Pabenham-Clifford (autrefois appelées Heures Grey-Fitzpayn) sont un livre d'heures enluminé en Angleterre vers 1315-1330. Le commanditaire a longtemps été identifié à Richard de Grey et sa femme Joan Fitzpayn, pour être finalement écartés au profit de John de Pabenham et sa femme Joan Clifford. Il est conservé au Fitzwilliam Museum à Cambridge sous la cote Ms.242.

## Historique
Le manuscrit ne contient aucun nom de propriétaire ou de commanditaire, mais il comporte une représentation d'un couple (f.2v), accompagné d'armoiries de l'homme et de la femme. Ces armes ont longtemps été interprétées comme celles de Richard Grey et sa femme Joan Fitzpayn, mariés en 1308. Cependant, il s'est avéré que ces armoiries ont été réinterprétées par John A. Goodall, comme celles en réalité de John de Pabenham de Favenham (Bedfordshire), associées à celles de Joan Clifford de Frampton (Gloucestershire), mariés en 1315. 
Par la suite, la trace du manuscrit se retrouve au XIXe siècle dans la collection de A. Fountaine, de Narford Hall (Norfolk) depuis au moins 1819. William Morris l'acquiert le 6 juillet 1894 lors de la vente Fountaine chez Christie's (lot 143). Il apprend à cette occasion que deux feuillets découpés au XVIIIe siècle sont conservés au Fitzwilliam Museum de Cambridge depuis 1894 à la suite d'un don effectué par Samuel Sandar. Il accepte alors de céder l'ouvrage au musée pour la moitié de son prix d'achat sous réserve d'usufruit, réuni à ses deux feuillets. Son secrétaire et futur conservateur du musée, Sydney Cockerell, le transmet au Fitzwilliam à sa mort en 1896,. 

## Description
Le manuscrit contient la liturgie des heures à l'usage de Sarum, qui est l'usage le plus courant en Angleterre au Moyen Âge. Il s'agit de l'un des plus anciens exemples d'ouvrage combinant les heures de la Vierge, les heures de la Trinité et les heures du Saint-Esprit, comme c'est l'habitude dans les livres d'heures. Il y manque cependant le calendrier, qui a sans doute disparu. L'ouvrage contient :
- Les heures de la Vierge : f.3r-28v
- les heures de la Trinité : f.29r-42
- les heures du Saint-Esprit : f.43-55 (première page manquante)
- Psaumes pénitentiels : f.55v-61v
- les litanies et autres prières : f.62-64
- les psaumes graduels : f.65-66
- l'office des morts : f.67-91
- la prière des sept mots de Bède le Vénérable : f.92-93

Le manuscrit contient toujours deux grandes miniatures en pleine page au début des heures de la Vierge et de la Trinité : la première représente l'Annonciation (f.2v) et la seconde la Trinité (f.28v). Trois grandes lettrines historiées sont placées au début des heures de la Vierge (Vierge à l'Enfant, f.3r), de la Trinité (Christ en majesté, f.29r) et des psaumes pénitentiels (Christ sur la croix entouré de la Vierge et saint Jean, f.55v). À cela s'ajoute de nombreuses décorations de marges sous la forme de drôleries. Le style des miniatures est très proche de l'enluminure française gothique de l'époque. Il rappelle celui du psautier de la reine Marie, ou encore le psautier Tickhill, tous deux produits dans l'Est-Anglie à la même époque,.

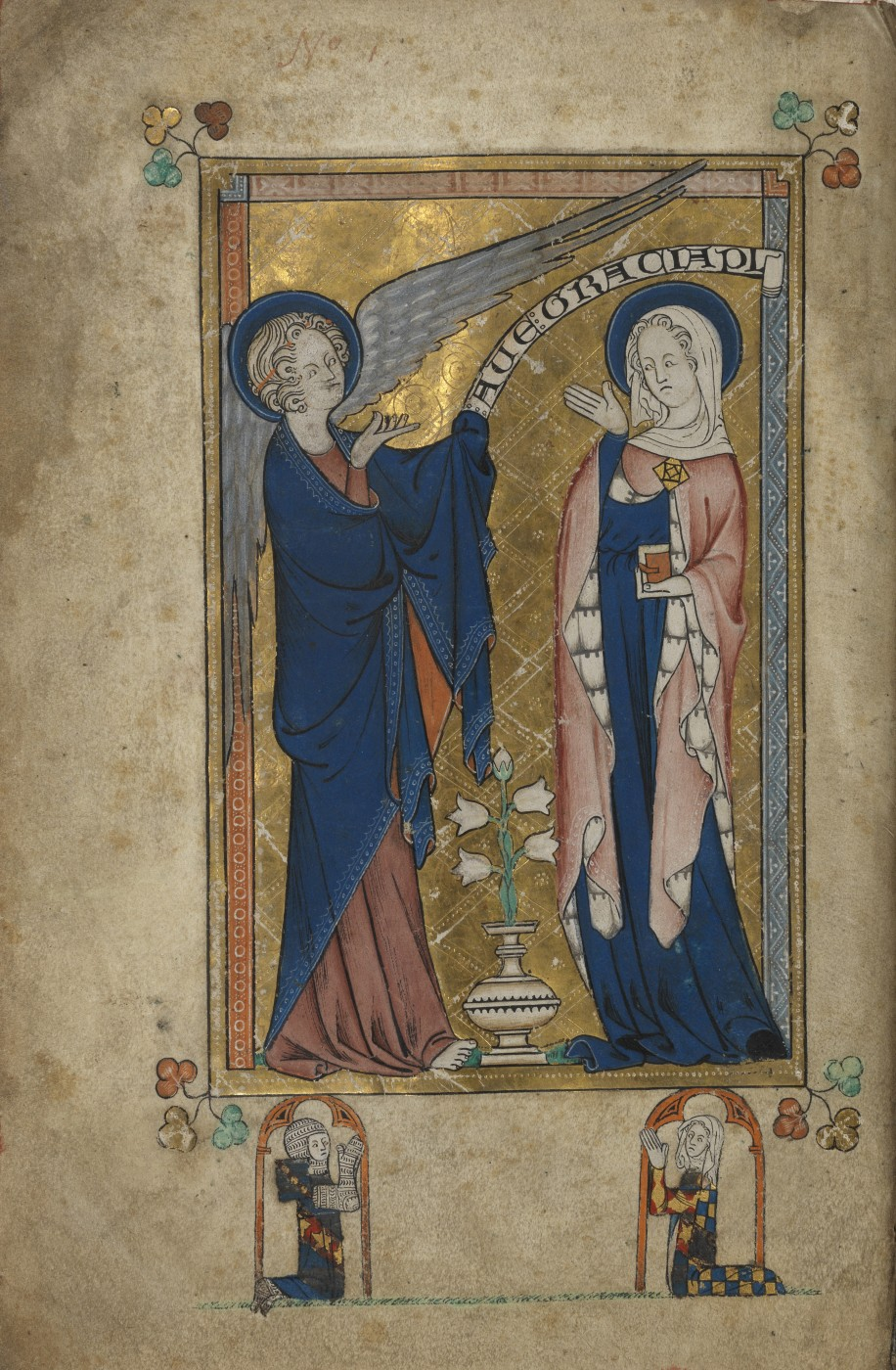
Annonciation au début des heures de la Vierge, f.2v.
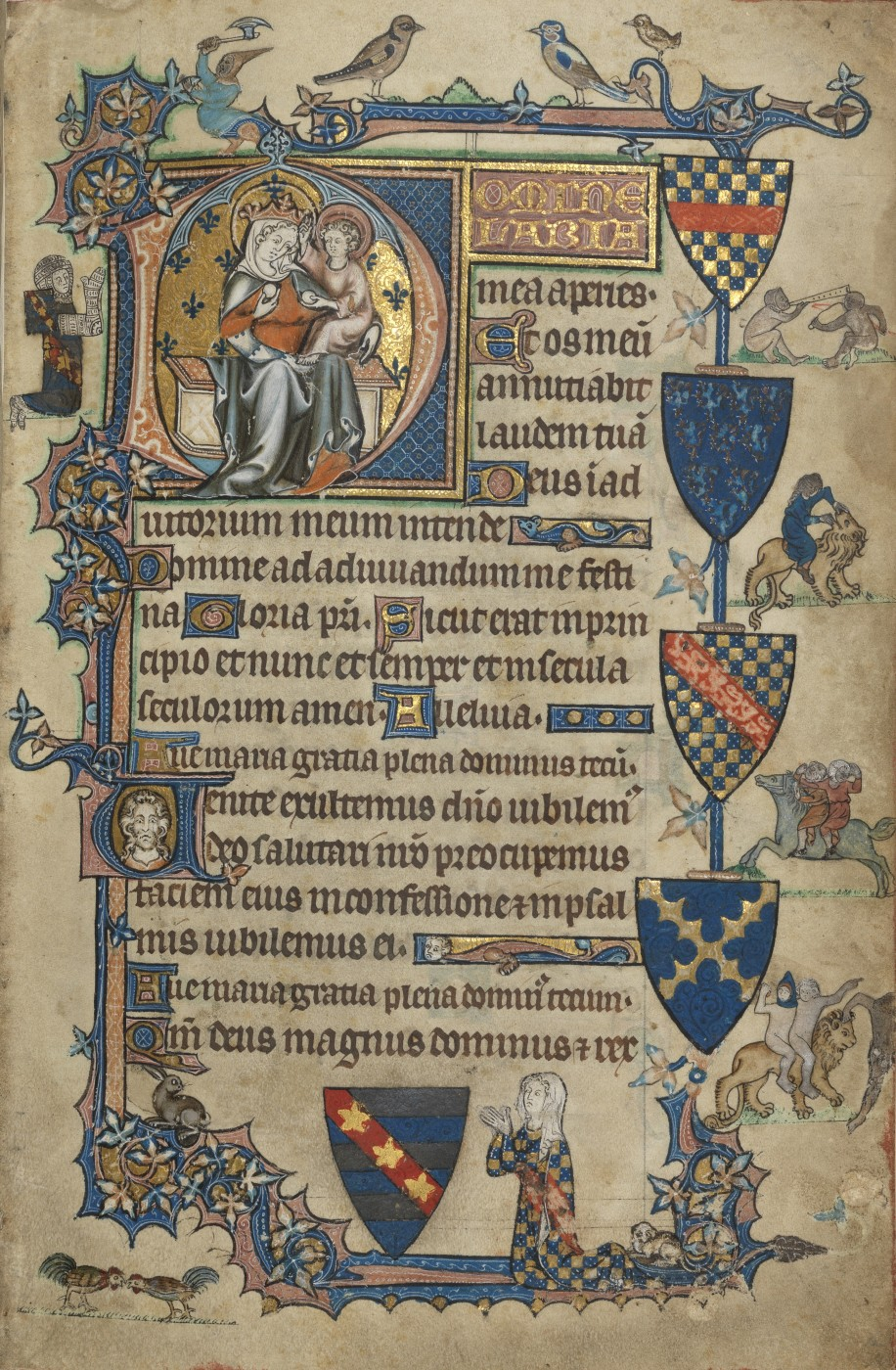
Première page des heures de la Vierge, f.3r.
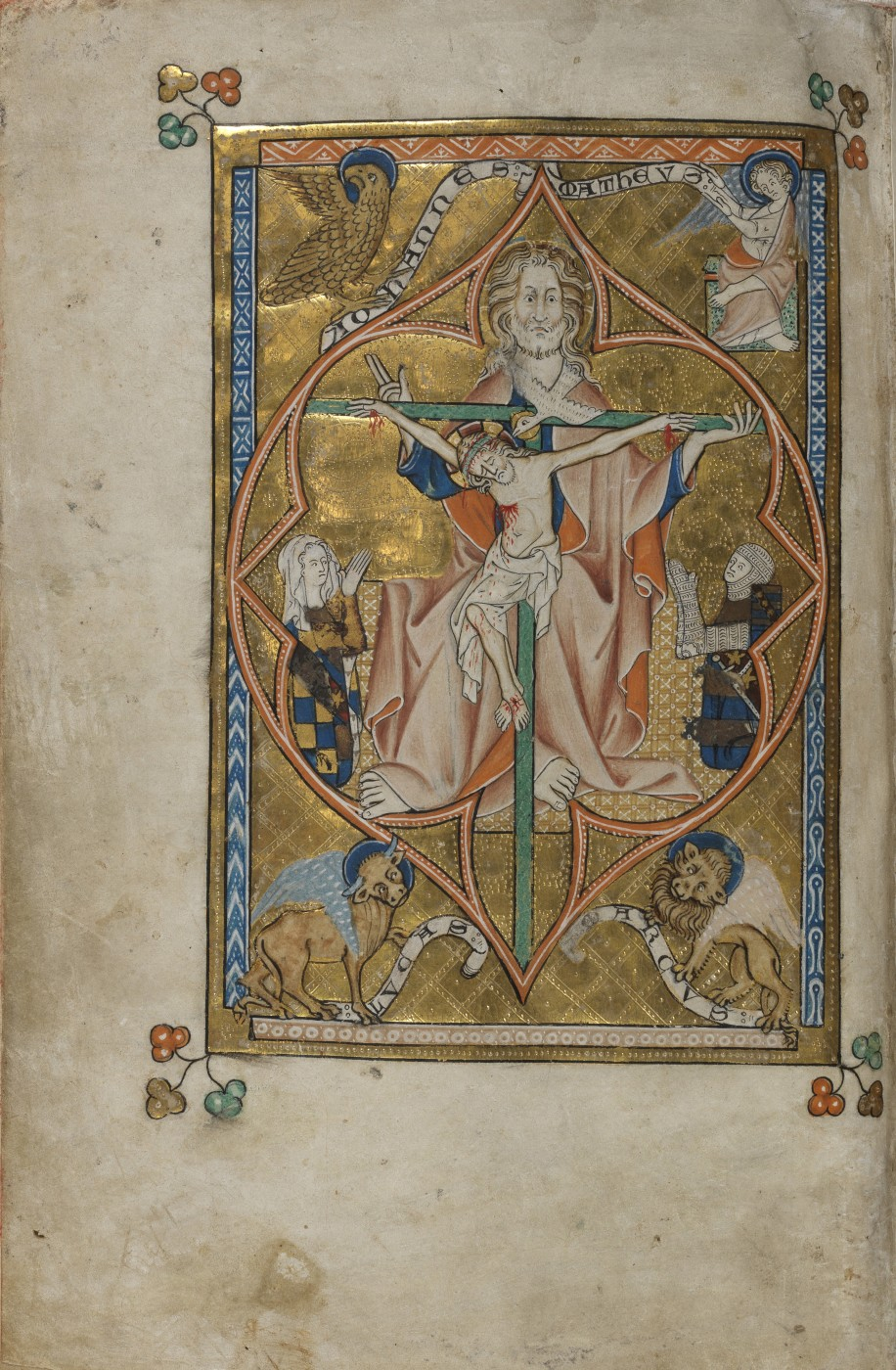
Trinité, au début des heures de la Trinité, f.28v.
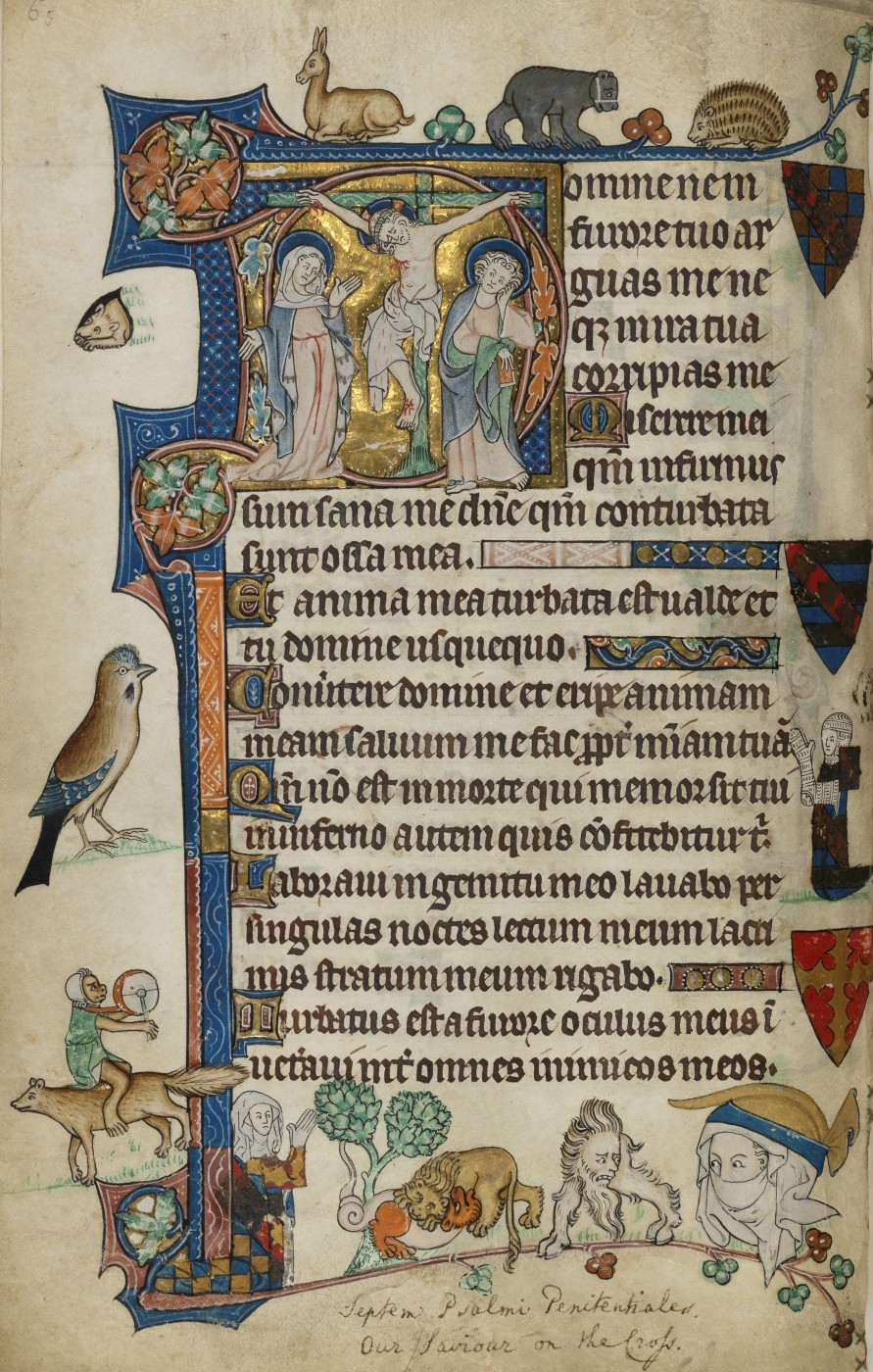
Début des psaumes pénitentiels, f.55v.